# Механ, Чарльз
Чарльз Томас Механ (англ. Charles Thomas Mehan, 15 мая 1896, Ногалес, Аризона — 11 августа 1972, Боулдер-Крик, Калифорния) — американский регбист, форвард. Олимпийский чемпион 1920 года.

## Биография
Чарльз Механ родился 15 мая 1896 года в американском городе Ногалес в Аризоне.
Впоследствии переехал в город Санта-Круз в Калифорнии. Играл в регби за вузовскую команду «Калифорния Голден Биарз», когда учился в колледже Калифорнийского университета в Беркли.
В 1920 году вошёл в состав сборной США по регби на летних Олимпийских играх в Антверпене и завоевал золотую медаль. Участвовал в единственном матче турнира, в котором американцы выиграли у сборной Франции (8:0), очков не набрал.
Кроме того, играл за сборную США в тестовом матче 10 октября 1920 года в Париже против Франции (5:14).
Умер 11 августа 1972 года в американской статистически обособленной местности Боулдер-Крик в Калифорнии.